# Kamil Novák
Kamil Novák (* 15. April 1967 in Ostrava, Tschechoslowakei) ist ein tschechischer Basketballfunktionär und ehemaliger Nationalspieler. Nach seiner aktiven Karriere wirkte Novák beim deutschen Erstligaverein Skyliners aus Frankfurt am Main in der Basketball-Bundesliga, dabei ab 2005 als Sportdirektor. 2012 wechselte Novák auf den Posten des Generalsekretärs beim Kontinentalverband FIBA Europa.

## Spielerkarriere (ab 1993 bis 2002)
1993 wechselte Novák zum deutschen Zweitligisten Rhöndorfer TV, mit dem er 1995 nach Aufstockung der Basketball-Bundesliga in die erste Liga aufstieg. In der Saison 1995/96 erreichte der Aufsteiger einen elften Tabellenplatz und den Klassenerhalt. Anschließend kehrte Novák zunächst in seine Heimat zurück und spielte mit dem BK Nová Huť auch international im Korać-Cup, mit dem er in der Folge jedoch nie über die Vorrunde hinaus kam. Auch in der nationalen Meisterschaft reichte es mit seinem Heimatverein nur zu vier Vizemeisterschaften.
1999 erreichte Novák mit der tschechischen Nationalmannschaft erstmals wieder seit der Trennung von der Slowakei die Qualifikation für eine Endrunde der Basketball-Europameisterschaft. Bei der EM-Endrunde 1999 qualifizierte man sich nach zwei überraschenden Auftaktsiegen mit jeweils mehr als zehn Punkten Unterschied gegen Litauen und Griechenland vorzeitig für die Zwischenrunde, verlor das abschließende Vorrundenspiel gegen Deutschland. So nahm man nur einen Sieg mit in die Zwischenrunde, in der es dann deutliche Niederlagen gab, einzig das abschließende Spiel gegen die türkische Basketballnationalmannschaft konnte mit einer Fünfpunkt-Niederlage erträglich gestaltet werden. Novák war bei der Zwischenrundenniederlage gegen Kroatien mit 13 Punkten Topscorer seiner Mannschaft, die die Finalspiele um die Medaillen verpasste.
Für die Saison 2000/01 wechselte er mit 33 Jahren noch einmal nach Österreich zum UKJ Süba nach St. Pölten. Mit dem sechsmaligen Meister der 1990er Jahre konnte er sich jedoch nicht im Vorderfeld platzieren. In der Spielzeit 2001/02 spielte er noch eine Saison für den BBC Amicale aus Steinsel in Luxemburg.

## Sportliche Leitung (2002 bis 2012)
Nováks ehemaliger Mitspieler bei Rhöndorf Gunnar Wöbke hatte 1999 mit der Rhöndorfer Erstliga-Lizenz einen neuen Erstligisten in Frankfurt am Main aufgebaut, da die Rhöndorfer angesichts der damaligen Konkurrenz im Rheinland durch Rekordmeister Bayer Giants Leverkusen und die Telekom Baskets Bonn Schwierigkeiten bei der Zusammenstellung eines konkurrenzfähigen Etats hatte. Die Opel Skyliners hatten in ihrer ersten Spielzeit 1999/2000 gleich den deutschen Pokal gewonnen. Während Novák noch weitere vier weitere Jahre bis 2006 für den Kooperationspartner MTV Kronberg in der drittklassigen Regionalliga spielte, wirkte er beim Aufbau des noch jungen Vereins Skyliners Frankfurt mit und durfte mit diesem 2004 dessen erste und bislang einzige Meisterschaft feiern. 2005 wurde er auf den Posten des Sportdirektors berufen. Nach einer missratenen Spielzeit 2005/06, in der Novák selbst für einzelne Spiele als Interimstrainer einsprang, wurden in den folgenden Jahren immer Platzierungen für die Play-offs um die deutsche Meisterschaft erreicht, ohne an die vormaligen Erfolge anknüpfen zu können.
Zum Saisonende 2009/10 kam es zu einem vereinsinternen Konflikt zwischen Geschäftsleitung in Person von Gunnar Wöbke und sportlicher Leitung in Person von Trainer-Rückkehrer Murat Didin, der 2005 noch Vizemeister mit den Skyliners gewesen und zwei Jahre später nach Frankfurt zurückgekehrt war. Nach dem verlorenen Pokalfinale 2010 wurde Didin daher entlassen und durch seinen Vorgänger Gordon Herbert ersetzt, der die Skyliners 2004 zur Meisterschaft geführt hatte. Herbert erreichte mit der Mannschaft noch die Finalserie der Meisterschaft, in der man sich in einer Neuauflage des Pokalfinales Brose Baskets aus Bamberg geschlagen geben musste. Nach dem Finale beendete die Identifikationsfigur der Mannschaft, Nationalspieler Pascal Roller, seine Karriere und der Hauptsponsor Deutsche Bank kündigte seinen Rückzug an. Nun hatte man auch in Frankfurt Probleme bei der Sponsorenakquise und zunehmend Schwierigkeiten bei der Zusammenstellung eines konkurrenzfähigen Etats, so dass ausländische Neuverpflichtungen zur folgenden Spielzeit nur mit Kurzzeitverträgen ausgestattet wurden. Der Nachfolger für Roller auf der Position des Spielmachers, der zuvor langzeitverletzte DaShaun Wood, schlug jedoch voll ein und so konnte man am Ende der Saison 2010/11 einen zweiten Tabellenplatz nach der regulären Spielzeit belegen. Während Wood zum MVP der abgelaufenen Spielzeit gewählt wurde, schied man in der Halbfinalserie der Meisterschafts-Play-offs in fünf Spielen knapp gegen Alba Berlin aus. Die Berliner verpflichteten nach dem Ende der Spielzeit Trainer Gordon Herbert von den Frankfurtern, der gleich auch Wood nach Berlin lotste. Daraufhin verpflichtete man als Trainer Muli Katzurin, zuvor Trainer in Berlin.
Zu Beginn der Saison 2011/12 hatte man zwar mit Fraport einen neuen Hauptsponsor, aber die zuvor erfolgreiche Taktik mit Kurzzeitverträgen bei Spielerverpflichtungen ging diesmal nicht auf, da man für Woods keinen adäquaten Ersatz fand. Nach missratenem Saisonstart spielte man am Ende der regulären Spielzeit zwar um die Play-off-Plätze, verpasste diese aber letztlich zum ersten Mal seit 2006. Anschließend verließ mit Jimmy McKinney ein weiterer langjähriger Spieler die Mannschaft. Während die Mannschaft zu Beginn der Spielzeit 2012/13 erneut den Saisonauftakt verpatzte, wurde Novák Mitte Oktober 2012 zum Generaldirektor des Kontinentalverbandes FIBA Europa gewählt.